# Helmut Kaiserling
Helmut Gustav Richard Kaiserling (* 6. April 1906 in Berlin; † 13. März 1989 in Siegen) war ein deutscher Pathologe.

## Leben
Helmut Kaiserling war der Sohn des Pathologen und Hochschullehrers Carl Kaiserling. Er legte 1927 das Abitur in Königsberg ab. Anschließend absolvierte er ein Medizinstudium an den Universitäten München, Paris, Berlin und Königsberg, das er 1932 mit dem medizinischen Staatsexamen beendete. Sein Medizinalpraktikum leistete er danach an der Universitätsnervenklinik in Königsberg und ab 1933 an der Inneren Abteilung des Städtischen Krankenhauses ab. An der Universität Königsberg wurde er 1934 zum Dr. med. promoviert und im selben Jahr approbiert. An der Universität Münster absolvierte er bei Friedrich Klinge seine Facharztausbildung zum Pathologen und habilitierte sich dort 1937 für allgemeine und pathologische Anatomie. Anschließend wurde er Privatdozent und Oberassistent am Pathologischen Institut der Universität Münster. Am 19. Dezember 1937 beantragte er die Aufnahme in die NSDAP und wurde rückwirkend zum 1. Mai desselben Jahres aufgenommen (Mitgliedsnummer 5.972.622).
Nach Beginn des Zweiten Weltkrieges nahm er zunächst als pathologischer Anatom und zuletzt als beratender Pathologe am Überfall auf Polen, dem Westfeldzug und dem Russlandfeldzug teil. Seinem Lehrer Klinge folgte er 1941 an die Reichsuniversität Straßburg, wo er 1943 zum außerplanmäßigen Professor ernannt wurde. Kaiserling war im Oktober 1942 vom Heereswaffenamt für einen Forschungsauftrag über „Kampfgas im Zusammenhang mit Radioaktivität“ vorgesehen.
Nach Kriegsende befand er sich in französischer und amerikanischer Kriegsgefangenschaft. Ab 1947 war er Direktor des von ihm aufgebauten pathologischen Instituts am Jung-Stilling-Krankenhaus in Siegen. Er trat 1971 in den Ruhestand.

## Schriften (Auswahl)
- Ueber multiple Gehirnmetastasen eines hypernephroiden Tumors der linken Niere bei gleichzeitiger schizophrener Psychose, Königsberg Pr., 1933 (Med. Dissertation)
- Untersuchungen zur Frage der Beziehungen des Nervensystems zur allergisch-hyperergischen Entzündung, J. Springer, Berlin 1937 (Habilitationsschrift an der Universität Münster)